# Emerson, Lake and Palmer
Emerson, Lake and Palmer (ELP) – brytyjskie progresywne trio rockowe. ELP powstało w 1970 jako supergrupa, którą tworzyli: Keith Emerson (z zespołu The Nice), Greg Lake (King Crimson) i Carl Palmer (The Crazy World of Arthur Brown). 
W 1986 Palmer został zastąpiony na krótko przez Cozy'ego Powella, a grupa przez krótki okres funkcjonowała jako Emerson, Lake & Powell. 
Od 1998 zespół nie występował, z wyjątkiem koncertu zorganizowanego w 2010 roku z okazji 40-lecia założenia formacji.

## Muzycy
- Keith Emerson († 2016) – instrumenty klawiszowe[2]
- Greg Lake († 2016) – śpiew, bas, gitary i produkcja
- Carl Palmer – perkusja i instrumenty perkusyjne

## Historia zespołu
Grupę założyli w 1970 roku pianista Keith Emerson oraz wokalista, gitarzysta i basista Greg Lake. Emerson wcześniej grał w progresywnej grupie The Nice, a Lake w King Crimson. Po przesłuchaniu szeregu perkusistów na trzeciego członka grupy wybrano Carla Palmera wcześniej grającego w The Crazy World of Arthur Brown i Atomic Rooster. W latach siedemdziesiątych grupa odniosła wielki sukces komercyjny, przy jednoczesnym zachowaniu wysokiego poziomu i artystycznej integralności. Debiutem grupy był występ na festiwalu rockowym na wyspie Wight w sierpniu 1970, dopiero po niemal 30 latach udokumentowanym na albumie Live at the Isle of Wight Festival 1970. W tym czasie w brytyjskiej prasie pojawiły się informacje o planach dołączenia do zespołu Jimiego Hendriksa, okazały się jednak nieprawdziwe. Tego samego roku wyszedł pierwszy album, zatytułowany po prostu Emerson, Lake & Palmer. Zawarte na nim sześć utworów na stałe weszło do kanonu gatunku. Album ujawnił też wszystkie możliwości grupy – finezyjne techniki wykonawcze, umiejętności kompozytorskie, umiejętność transkrypcji utworów muzyki poważnej na rockowe instrumentarium i perfekcyjną jakość studyjnych nagrań.
Album, aczkolwiek uznawany za jeden z najlepszych nie tylko w historii zespołu, lecz także i gatunku, pokazuje grupę na etapie poszukiwania swego własnego brzmienia i stylu. Największym przebojem z tego albumu jest melodyjna ballada rockowa „Lucky Man” („Szczęściarz”). Pozostałe to „Barbarian” i „Knife-Edge” oparte na motywach utworów odpowiednio Béli Bartóka i Leoša Janáčka, „The Three Fates” zawierające między innymi solo Emersona na organach kościelnych, oraz „Tank” z solową partią perkusji w wykonaniu Palmera.
Wydany rok później (1971) drugi album grupy zatytułowany Tarkus pokazuje już dojrzałe, wypracowane brzmienie zespołu, które ma się zachować przez następne lata. Album otwiera dwudziestominutowa suita „Tarkus”, oparta tekstowo i muzycznie na epickiej opowieści o konflikcie Tarkusa, uosabiającego stechnicyzowaną nowoczesność i Mantykory – uosobienia duchowości i tradycji. Druga strona płyty zawiera sześć krótszych, stylistycznie bardzo zróżnicowanych utworów, są to: „Jeremy Bender” – piosenka w stylu honky tonk, „Bitches Crystal” – huraganowy popis perkusyjnej gry Carla Palmera (zagranej w metrum 6/8), „The Only Way (Hymn)”, antyreligijna pieśń, zapoczątkowana cytatem z Toccaty w F-dur Bacha, „Infinite Space (Conclusion)”, niejako antyteza poprzedniego utworu, „A Time and a Place”, rockowa ballada i na końcu rock-and-rollowa piosenka „Are You Ready Eddy”. Taki układ albumu: rozbudowana suita oraz kilka krótszych otworów, w tym przeróbka z klasyki, awangardowa etiuda i w końcu popularna piosenka, stanie się typowym dla kolejnych płyt grupy.
W 1971 wychodzi kolejny album Pictures at an Exhibition (Obrazki z wystawy). Jest to luźna rockowa adaptacja cyklu miniatur fortepianowych pod takim właśnie tytułem i fragmentów poematu symfonicznego Noc na Łysej Górze Modesta Musorgskiego. Album rewolucyjny tak w formie, jak i treści, nagrany w całości na żywo, jest pierwszą rockową adaptacją muzyki poważnej na taką skalę.
Wydana w kilka miesięcy po koncertowym Pictures... studyjna płyta Trilogy prezentuje bardzo dojrzałe brzmienie. Trzyczęściowa „Endless Enigma/Trilogy” to opus magnum tego albumu; „The Sheriff” to kolejny flirt z honky tonk; „Hoedown” przeróbka utworu współczesnego kompozytora Aarona Coplanda; „Abaddon’s Bolero” (bolero), w artystycznym zamyśle przypominająca utwór Maurice’a Ravela.
Z końcem roku 1973 wydana została płyta Brain Salad Surgery. Druga strona albumu wypełniona jest wielką, czteroczęściową suitą „Karn Evil 9” (literacko opartą na historii konfliktu ludzi i maszyn), którą pod względem artystycznym można porównać do „Close to the Edge” grupy Yes i „Supper’s Ready” grupy Genesis. Pierwsza strona albumu zawierająca cztery utwory, w tym dwie przeróbki: „Jerusalem” Charlesa Parry’ego oraz „Toccata” argentyńskiego kompozytora Alberto Ginastery. Płytę dopełniają dwa utwory, balladowy „Still... You Turn Me On” i pastiszowy „Benny the Bouncer”.
Kolejne trzy lata muzycy poświęcili na odpoczynek od pracy studyjnej. W tym czasie wydali tylko koncertowy, trzypłytowy album Welcome Back My Friends to the Show That Never Ends.
Grupa ponownie się uaktywniła w roku 1977 by nagrać album Works Volume 1, wyjątkowy w historii grupy i progresywnego rocka w ogóle. Koncepcja zasadzała się na pomyśle składanki, na której każdemu artyście dano do wypełnienia jedną stronę winylowego krążka. Pozostałą czwartą stronę (dwupłytowego albumu) wypełniła muzyka zespołowa – tym razem tylko dwa utwory: własna wersja „Fanfare for the Common Man” Aarona Coplanda oraz zespołowa kompozycja „Pirates”. Obie stanowią bardzo ważne pozycje w dorobku grupy. Strony solowe jednakże pokazują jak różne koncepcje muzyczne wypracowali poszczególni muzycy. Keith Emerson skomponował i nagrał wraz z orkiestrą koncert fortepianowy w stylu neoklasycznym, Greg Lake nagrał pięć romantycznych ballad w tym piękną „C’est la Vie” a Carl Palmer stworzył eklektyczny zestaw utworów wyraźnie zmierzający w stronę jazz rocka.
Album Works Volume 1 okazał się sukcesem artystycznym, lecz jego konsekwencją był rozpad zgranego niegdyś trio na trzech solistów, których koncepcje muzyczne stawały się coraz trudniejsze do pogodzenia. W tym momencie, logicznym posunięciem byłoby rozwiązanie grupy. To jednak nie wchodziło w grę bowiem ELP miało do wypełnienia zobowiązania wobec wytwórni płytowej. Wynikiem tego były dwa kolejne albumy: Works Volume 2 i Love Beach. Jakkolwiek drugi wolumin Dzieł był już tylko cieniem pierwszego, to ciągle może być uznawany za niezły album i ma swoje mocne punkty, o tyle Love Beach był tym, o którym muzycy grupy woleliby zapomnieć. Jest to zbiór rockowych piosenek, nie wyróżniających się niczym, oprócz dwudziestominutowej suity „Memoirs of an Officer and a Gentleman” nie zasługujących właściwie na zaliczenie do stylu progresywnego rocka. Po wydaniu tej płyty grupa zamilkła na ponad dziesięć lat.
Jedyną próbą wskrzeszenia zespołu był epizod 1986 roku. Emerson i Lake próbowali namówić Palmera do nagrania nowej płyty. Ten ostatni był jednak zbyt zaangażowany w inną rockową supergrupę Asia by wziąć udział w nagraniu nowego albumu. Ostatecznie w nagraniu wziął udział Cozy Powell – perkusista grający w takich hardrockowych zespołach jak Black Sabbath, Rainbow czy Whitesnake. Nowy zespół Emerson, Lake & Powell okazał się efemerydą, a jej jedynym produktem był tylko jeden tak właśnie zatytułowany album.
Prawdziwa reinkarnacja zespołu nastąpiła dopiero w 1992. Zespół nagrał w studio nowy album Black Moon. Album mieszczący się w standardzie neoprogresywnym, lecz poza niego nie wychodzącym. Wynikiem trasy koncertowej promującej nową płytę był album nagrany na żywo w czasie występu w londyńskiej Royal Albert Hall. Kolejny album In the Hot Seat w zamyśle miał być powrotem do progresywnych korzeni. Osnową albumu miała być ponad dwudziestominutowa wersja piosenki Boba Dylana „Man in the Long Black Coat”. W ostateczności wyszła z tego czterominutowa piosenka. Mocnym punktem jest bardzo emocjonalna ballada „Daddy”. Problemy personalne wewnątrz grupy oraz problemy zdrowotne muzyków doprowadziły do tego, że płyta faktycznie nie została ukończona. Wolny czas na CD wypełniono fragmentami studyjnej wersji opublikowanej wcześniej na żywo Picture at an Exhibition.
ELP koncertował w 1997 roku po raz ostatni, między innymi odwiedzając Polskę, gdzie nagrana została na żywo płyta Live in Poland. Przygotowana w swym zamyśle na polski rynek, stała się cennym nabytkiem dla kolekcjonerów na całym świecie. Znakomitym przykładem koncertowej „magii” grupy jest podwójny album nagrany w czasie programu King Biscuit Flower Hour wydany w 1997.
Do kolejnych sesji nagraniowych nie doszło. Nieporozumienia personalne w ostateczności doprowadziły do oficjalnego zawieszenia działalności grupy.
Z okazji 40-lecia założenia formacji, legendarne trio spotkało się na scenie londyńskiego High Voltage Festival 25 lipca 2010 roku. Koncert został sfilmowany i rok później wydany na płytach DVD oraz Blu-Ray.

## Dyskografia

### Albumy studyjne
- (1970) Emerson, Lake & Palmer
- (1971) Tarkus
- (1972) Trilogy
- (1973) Brain Salad Surgery
- (1977) Works Volume 1
- (1977) Works Volume 2
- (1978) Love Beach
- (1992) Black Moon
- (1994) In the Hot Seat

### Oficjalne albumy koncertowe
- (1971) Pictures at an Exhibition
- (1974) Welcome Back My Friends to the Show That Never Ends... Ladies and Gentlemen, Emerson, Lake & Palmer
- (1979) Emerson, Lake & Palmer in Concert
- (1993) Live at the Royal Albert Hall
- (1993) Works Live
- (1997) Emerson, Lake & Palmer – King Biscuit Flower Hour (AKA „Live”)
- (1998) Then and Now (znany także jako Emerson Lake and Palmer gold i Greatest Hits)
- (1998) Live at the Isle of Wight Festival 1970
- (2001) The Show That Never Ends
- (2001) Original Bootleg Series from the Manticore Vaults Vol. 1, Vol. 2, Vol. 3
- (2001) Live in Poland
- (2002) Lucky Man (Live) (ponownie wydane jako Fanfare: The 1997 World Tour)
- (2003) The Best of Emerson Lake & Palmer (koncertowy)
- (2003) Emerson Lake and Powell: Live in Concert – Lakeland Florida – „oficjalny” bootleg
- (2003) Emerson Lake and Powell: The Sprocket Sessions
- (2006) Original Bootleg Series from the Manticore Vaults, Vol. 4
- (2010) 40th Anniversary Reunion Show – High Voltage Festival
- (2011) Live at the Mar Y Sol Festival '72

### Oficjalne wydawnictwa na DVD i wideo
- (1992) Welcome Back
- (2001) Emerson Lake & Palmer – Live at the Royal Albert Hall
- (2002) Pictures at an Exhibition – 35th Anniversary Collectors Edition
- (2003) Inside Emerson, Lake & Palmer 1970–1995
- (2003) Works Orchestral Tour/Manticore Special
- (2004) Live at Montreux 1997
- (2004) Masters from the Vaults
- (2005) Beyond the Beginning
- (2006) The Birth of a Band – Isle of Wight Festival 1970
- (2011) High Voltage Festival 2010 (40th Anniversary Reunion Concert)

## Nagrody, pozycje na listach przebojów i rekordy
| Rok  | Album                                                                        | pozycja |
| ---- | ---------------------------------------------------------------------------- | ------- |
| 1971 | Emerson, Lake & Palmer                                                       | 18      |
| 1971 | Tarkus                                                                       | 9       |
| 1972 | Pictures at an Exhibition                                                    | 10      |
| 1972 | Trilogy                                                                      | 5       |
| 1974 | Brain Salad Surgery                                                          | 11      |
| 1974 | Welcome Back, My Friends, to the Show That Never Ends – Ladies and Gentlemen | 4       |
| 1977 | Works, Volume 1                                                              | 12      |
| 1978 | Works, Volume 2                                                              | 37      |
| 1979 | Emerson, Lake & Palmer in Concert                                            | 73      |
| 1979 | Love Beach                                                                   | 55      |
| 1980 | The Best of Emerson, Lake & Palmer                                           | 108     |
| 1992 | Black Moon                                                                   | 78      |

| Rok  | Piosenka           | pozycja |
| ---- | ------------------ | ------- |
| 1971 | Lucky Man          | 48      |
| 1972 | From the Beginning | 39      |
| 1973 | Lucky Man          | 51      |
| 1986 | Touch and Go       | 60      |

## Piśmiennictwo
- Macan E – Progresywny u-rock – C&T, Toruń, 1997
- Snider C – The strawberry bricks guide to progressive rock – Starwberry Bricks, Chicago, 2008